# سليمان إيلول
سليمان إيلول (بالفرنسية: Slimane Illoul)‏ (من مواليد 12 ديسمبر 1983 في القبة) هو لاعب كرة قدم جزائري. يلعب حاليًا لصالح اتحاد البليدة في الرابطة الجزائرية المحترفة ألاولى.

## روابط خارجية
- سليمان إيلول على موقع قاعدة بيانات كرة القدم.إي يو (الإنجليزية)
- سليمان إيلول على موقع Soccerway.com (الإنجليزية)